# 卡西米爾效應

卡西米爾效應圖解

卡西米爾效應（英語：Casimir effect）是由荷蘭物理學家亨德里克·卡西米爾於1948年提出的一種現象，此效應隨後被偵測到，並以卡西米爾為名以紀念他。其根據量子場論的「真空不空」觀念——即使沒有物質存在的真空仍有量子漲落，而提出此效應：真空中兩片中性（不帶電）的金屬板會出現吸力；這在古典理論中是不會出現的現象。这种效应只有在两物体的距离非常之小时才可以被检测到。例如，在亚微米尺度上，该效应导致的吸引力成为中性导体之间主要作用力。事实上在10纳米间隙上（大概是一个原子尺度的100倍），卡西米爾效應能产生1个大气压的压力（101.3千帕）。一对中性原子之间的范德瓦耳斯力是一种类似的零點能量效应。

## 概論
卡西米爾效應在理解上，可以看為金屬導體或介電材料的存在改變了真空二次量子化后電磁場能量的期望值。這個值與導體和介電材料的形狀及位置相關，因此卡西米爾效應表現就成了與這些屬性相關的力。

## 真空能量
卡西米爾效應是量子場論的自然結果；量子場論陳述了所有各式各樣的基本場—例如電磁場—必須在空間中每個點且处处被量子化。採單純的觀點來說，物理場可以想作是充滿空間的振動球，之間以彈簧相連接。場的強度可以看作是球偏離其平衡位置的位移。場的振動可以傳播，並由對應於此特殊場的適當波方程所主導。量子場論的二次量子化程序要求球與彈簧的組合是呈現量子化的，也就是說場強度在空間中每一點被量子化。正則式地（Canonically）來說，空間中每點的場是個諧振子，量子化則成了每點有個量子諧振子。場的激發則對應到粒子物理學中的基本粒子。然而，這樣的圖像會顯示出：即使是真空也有極其複雜的結構。所有量子場論的計算都須與這樣的真空模型有所關聯。
真空因此暗地裡具有了一顆粒子所擁有的全部性質：自旋，或光的極化，以及能量等等。若作平均，這些性質會彼此相銷而得到零值——真空的「空」是以這樣的概念維持著。其中一個重要的例外是真空能量或能量的真空期望值。簡諧振子的量子化過程指出存在有一個最低的能量值，稱作零點能量，此值不為零：
{\displaystyle {E}={\begin{matrix}{\frac {1}{2}}\end{matrix}}\hbar \omega \,}。

## 卡西米爾效應
卡西米爾所做的研究是針對二次量子化的電磁場。若其中存在一些大塊的物體，可為金屬或介電材料，做成一如古典電磁場所須遵從的邊界條件，這些相應的邊界條件便影響了真空能量的計算。
舉例來說，考慮金屬腔室中電磁場真空期望值的計算；這樣的金屬腔實例如雷達波腔或微波波導。這樣的例子中，正確找出場的零點能量的方法是將腔中駐波能量加總起來。每一個可能的駐波對應了一種能量值；例如，第n個駐波的能量值是{\displaystyle E_{n}}。腔室中電磁場的真空期望值則為：
{\displaystyle \langle E\rangle ={\frac {1}{2}}\sum _{n}E_{n}}
此和是對所有可能駐波的n加總起來。1/2的因子反映出被加總的是零點能量（此1/2與方程式{\displaystyle E={\frac {1}{2}}\hbar \omega }的1/2相同）。以這樣方式寫出，很明顯地和會發散；然而也是可以將它寫成有限值的表示。
特別來說，可能會有人問為何零點能量會和腔室形狀s相依？原因是：每個能階{\displaystyle E_{n}\,}都和形狀相依，因此應該將能階{\displaystyle E_{n}(s)\,}以及真空期望值{\displaystyle \langle E(s)\rangle }寫成形狀s的函數。再此可以得到一項觀察：在腔室壁上每個點p的力等同於壁形狀s出現微擾時的真空能量變動，這樣的形狀微擾可寫為{\displaystyle \delta s}，是位置點p的函數。因此得到：
{\displaystyle F(p)=-\left.{\frac {\delta \langle E(s)\rangle }{\delta s}}\right\vert _{p}\,}
此值在許多實際場合是有限的。

### 論文
- 原始論文：H.B.G. Casimir, Proc. Kon. Nederland. Akad. Wetensch. B51, 793 (1948)

卡西米尔效应图解

平行的兩塊板間產生的卡西米爾效應

- A. Lambrecht, "The Casimir effect: a force from nothing （页面存档备份，存于）", 《物理世界》(Physics World)，2002年9月。
- G. Bressi, G. Carugno, R. Onofrio, G. Ruoso, "Measurement of the Casimir force between Parallel Metallic Surfaces（页面存档备份，存于）", 《物理評論通訊》(Phys. Rev. Lett.) 88 041804 (2002年)
- M. Bordag, U. Mohideen, V.M. Mostepanenko, "New Developments in the Casimir Effect（页面存档备份，存于）", ArXiv quant-ph/0106045. (275 page review paper.)
- O. Kenneth, I. Klich, A. Mann and M. Revzen, Repulsive Casimir forces, Department of Physics, Technion - Israel Institute of Technology, Haifa，2002年2月。
- S. K. Lamoreaux, "Demonstration of the Casimir Force in the 0.6 to 6 µm Range（页面存档备份，存于）",《物理評論通訊》78, 5–8 (1997年)
- V.V. Nesterenko, G. Lambiase, G. Scarpetta, Calculation of the Casimir energy at zero and finite temperature: some recent results （页面存档备份，存于）, arXiv:hep-th/0503100 v2，2005年5月13日。

### 書籍
- Barrow, John D.  1st American Ed. New York: Pantheon Books. 2000. ISBN 978-0-09-928845-9. (Also includes discussion of French naval analogy.)

### 網頁
- Casimir effect description（页面存档备份，存于）是Usenet physics FAQ（页面存档备份，存于）的加州大學河邊分校版本。
- G. Lang, The Casimir Force web site，2002年。
- J. D. Barrow, "Much ado about nothing", (2005) Lecture at Gresham College. (Includes discussion of French naval analogy.)

## 參閲
- 零點能量
- 量子場論
- 相干态

## 外部連結
- Casimir effect article search （页面存档备份，存于） on arxiv.org
- G. Lang, The Casimir Force web site, 2002
- J. Babb, bibliography on the Casimir Effect （页面存档备份，存于） web site, 2009